# Квемо-Акеті
Квемо-Акеті (груз. ქვემო აკეთი) — село в Грузії.
За даними перепису населення 2014 року в селі проживає 587 осіб.